# Im Schoße der Erde, oder Die Katastrophe auf der Zeche Osten
Die Katastrophe auf Zeche Osten (Originaltitel: Little Church Around the Corner) ist ein US-amerikanisches Filmdrama aus dem Jahr 1923 von William A. Seiter mit Claire Windsor in der Hauptrolle. Der Film wurde von Warner Bros. produziert und basiert auf dem Theaterstück Little Church Around the Corner; A Comedy-Drama in Four Acts von Marion Russell.

## Handlung
David Graham ist Waisenkind und arbeitet, wie viele andere Kinder auch, in der Erzmine von John Morton. Der gottesfürchtige Junge versucht stets, Streitigkeiten zu schlichten und leitet den Sonntags-Gottesdienst seiner Kleinen Kirche um die Ecke (die titelgebende Little Church Around the Corner), die von den anderen Kindern, unter ihnen die stumme Hetty und ihr Bruder Jude, besucht wird.
Den freien Sonntag nutzt Morton für eine Inspektion seiner Mine. Dabei besucht er mit seiner Tochter Leila den Gottesdienst. Hier werden sie Zeuge, wie David von einem der Jungen, Big Hex, bloßgestellt wird. Der Junge, der die anderen Kinder zumeist tyrannisiert, verlangt, dass David die kleine stumme Hetty durch seinen Glauben zum Sprechen bringt. Als dies nicht gelingt, verzweifelt David, während der Tyrann mit den anderen Kindern den Gottesdienst verlässt. Leila tröstet David mit den Worten, dass auch ihr Onkel, ein Prediger in einer großen Gemeinde, niemanden heilen kann. Morton und Dr. Wallace, Davids Pflegevater und Minenarzt, kommen hinzu. Morton will dem Jungen die Chance auf ein Studium geben.
Nach Jahren des Studiums wird der nun Erwachsene David zum Priester geweiht. Reverend Bradley, Leilas Onkel, von der größten Kirche der Stadt benötigt Urlaub und will, dass David in seiner Abwesenheit die Gemeinde leitet. David fühlt sich geehrt, sieht aber seinen Platz bei den Minenarbeitern. Zur gleichen Zeit überzeugt Leila ihren Vater zu einer großzügigen Spende für ein Krankenhaus. Sie begegnet David, der ihren Vater besuchen will und sie unterhalten sich im Salon. Dabei macht David eine Notiz in einem von Leilas Büchern. Er fordert sie auf, die Notiz erst zu lesen, bevor sie sich zum Schlafen hinlegt. Mark Hanlon, Leilas Verehrer, kommt zu Besuch und bemerkt Leila und David. Er macht Morton auf die Vertrautheit des neuen Priesters mit Leila aufmerksam. Abends legt sich Leila ins Bett und öffnet das Buch, um Davids Notiz zu lesen. Es handelt sich um eine Bibelstelle, Kapitel 1 Vers 3 aus dem Philipperbrief (Ich danke meinem Gott bei jeder Erinnerung an euch). Glücklich lächelnd schläft sie ein.
Hetty ist zu einer jungen Frau herangewachsen. Sie ist immer noch stumm, doch versorgt sie Jude und auch Big Hex, die beide in der Mine arbeiten. Jude steht unter dem Einfluss des immer noch tyrannischen Big Hex. Zur gleichen Zeit gestehen sich Leila und David ihre gegenseitige Liebe. David befürchtet, dass die Liebe seine Pflichten gegenüber den Menschen, die ihn brauchen, beeinflussen werde. Leila schlägt vor, dass David den Reichen die Wohltätigkeit näherbringt. Die Minenarbeiter sind derweil entsetzt, dass sich Morton weigert, den gefährlichen Ostschacht zu sichern. Bei einem von Morton ausgerichteten Fest kommt es zur Konfrontation zwischen dem Minenbesitzer und einer Delegation der Arbeiter. David macht Morton klar, dass die Männer nur fordern, was ihrer Sicherheit dient. Morton ist enttäuscht, dass David nicht auf seiner Seite steht. Zu Leilas Enttäuschung beschließt David, wieder zu den Arbeitern zurückzukehren.
David besucht die Grahams, seine Pflegeeltern. Seine Rückkehr spricht sich schnell herum und er wird freudig begrüßt. In der Mine kommt es zu einer Katastrophe, als der Ostschacht zusammenbricht. Viele Arbeiter werden verschüttet, nur wenige können entkommen und von dem Unglück berichten. Mit Sirenen werden die Einwohner der Arbeitersiedlung alarmiert, die sofort zu Hilfe eilen. Während die verschütteten Arbeiter versuchen, sich durch die Trümmer zu graben, breitet sich Grubengas aus. David fährt mit einer Rettungsmannschaft in den Schacht ein, um die Ausbreitung des Gases zu untersuchen und die eingeschlossenen Arbeiter zu befreien. Während David und seine Männer kein Gas feststellen, fallen auf der anderen Seite der Trümmer viele Arbeiter den giftigen Gasen zum Opfer. Auf dem Betriebsgelände warten Angehörige verzweifelt auf Nachrichten. 
Morton sucht mit Leila die Mine auf. Als er aus dem Auto steigt, wird er von aufgebrachten Arbeitern bedrängt. Nur mit Mühe können Morton und Leila von Sicherheitsleuten ins Verwaltungsgebäude gebracht werden. Zu ihrem Entsetzen erfährt Leila, dass David die Rettungsmannschaft anführt. Die Retter arbeiten sich unermüdlich durch den Schutt, doch erst am Morgen des folgenden Tages gelingt der Durchbruch. Nach und nach werden die Verschütteten geborgen und ans Tageslicht gebracht. Auch David kommt aus dem Schacht und begegnet Hetty, die sich um ihren Bruder sorgt. Unter den Arbeitern kommt es zur Unruhe, sie wollen Morton zur Rechenschaft ziehen. David beruhigt die Männer und verspricht, mit Morton zu sprechen. Das Gespräch zieht sich hin und einige wenige Ungeduldige stacheln die anderen Arbeiter auf, das Bürogebäude zu stürmen. David kann die Menge aufhalten. Er verlangt, dass sie von der Gewalt ablassen und sich der Liebe und dem Glauben zuwenden. Die Arbeiter verlangen Beweise, dass der Glaube etwas bewirkt. David bittet Hetty zu sich, um den sich abwendenden Arbeitern zu beweisen, dass die Stumme durch ihren Glauben sprechen kann. Tatsächlich gelingt es Hetty, Worte hervorzubringen. Die Arbeiter sind erschüttert, ebenso Morton, der nun vor die Arbeiter tritt und allen Forderungen zustimmt.
Während die glückliche Hetty Jude sucht, um ihn mit ihrer Stimme zu überraschen, bricht David vor Erschöpfung zusammen. Leila wacht an seinem Krankenbett. Als David wieder zu sich kommt, küssen sich die beiden. Sein Pflegevater verkündet, dass David wieder bei den Grahams leben werde. Leila beschließt, mit David zusammenzubleiben.

## Hintergrund
Gedreht wurde der Film im November 1922. 
Schon 1915 entstand ein 50-minütiger Film des Theaterstücks, der jedoch von der Presse als miserabel bezeichnet wurde. Im Oktober 1922 wurde eine moderne Fassung nach einer Adaption von Olga Printzlau unter der Regie von William A. Seiter verkündet. Der anglikanische Priester Neal Dodd aus Los Angeles wurde als Berater für die Kirchenszenen engagiert.

## Veröffentlichung
Die Premiere des Films fand im März 1923 in New York statt. Im Deutschen Reich kam Die Katastrophe auf Zeche Osten im November 1924 in die Kinos.